# Zalf

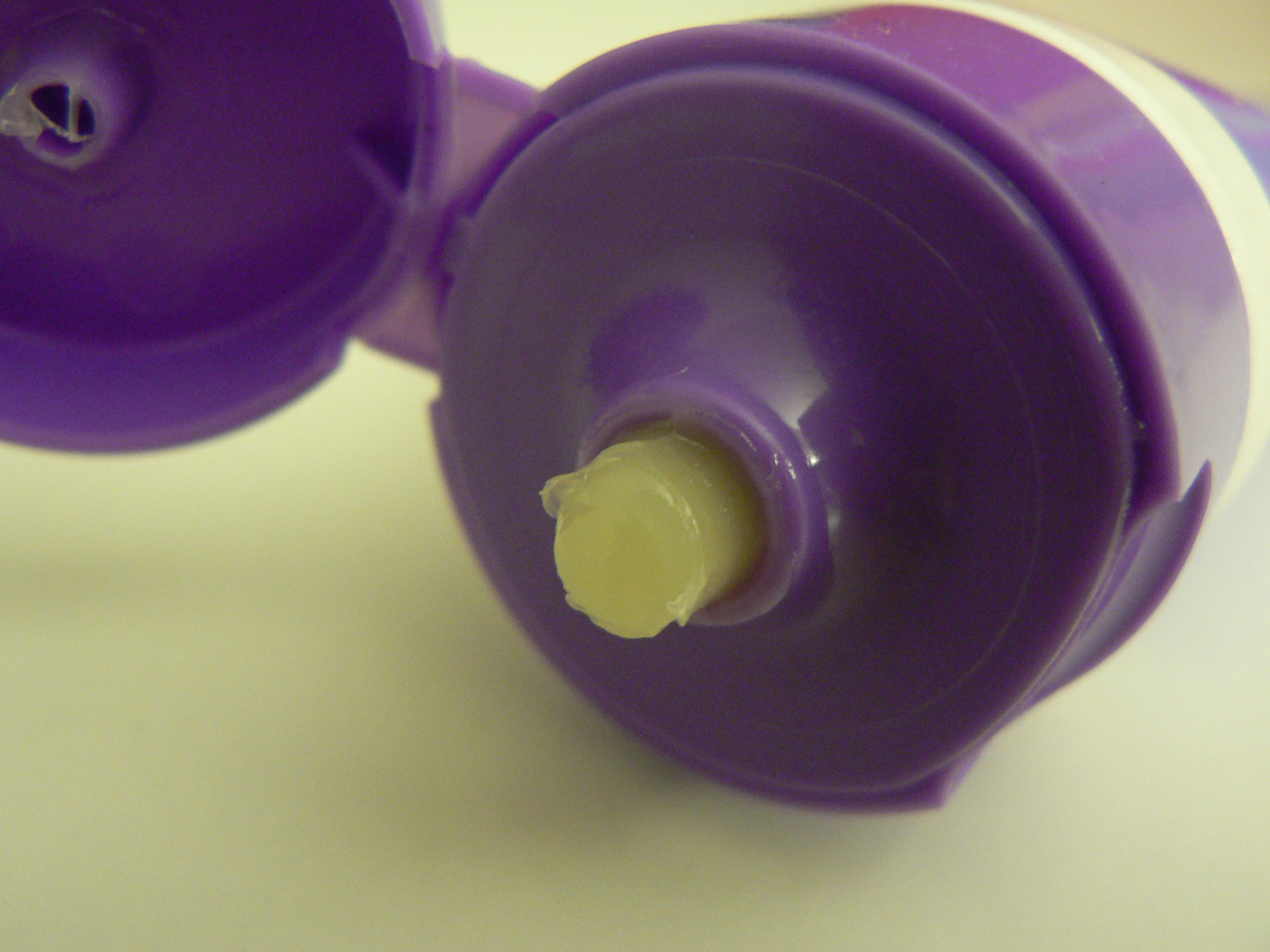
Zalf uit een tube

Een zalf (Latijn: unguentum) is een halfvast dermaticum dat bestaat uit één fase. In de farmacie wordt een onderscheid gemaakt tussen een zalf en een crème. Een crème bestaat in tegenstelling tot een zalf uit een waterfase en een vette fase (alsmede een emulgator om de waterfase en vette fase te laten mengen).
Er wordt onderscheid gemaakt in drie soorten zalven:
- Hydrofiele zalven zijn mengbaar met water. Meestal bestaat de zalfbasis uit een mengsel van vloeibare en vaste macrogolen (polyethyleenglycolen). Deze zalven kunnen ook een bepaalde hoeveelheid water bevatten.
- Hydrofobe zalven zijn niet (of nauwelijks) mengbaar met water; meestal kunnen deze zalven een zeer kleine hoeveelheden water opnemen. De zalfbasis bestaat over het algemeen uit stoffen als witte vaseline, vloeibare paraffinen, plantaardige oliën (bijvoorbeeld arachideolie), dierlijke vetten (bijvoorbeeld reuzel), synthetische vetten (triglyceriden) en wassen (bijvoorbeeld witte bijenwas).
- Water-emulgerende zalven zijn zalven die grotere hoeveelheden water kunnen opnemen. Door te mengen worden het emulsies: afhankelijk van de gebruikte soort emulgator worden het water-in-olie-emulsies (w/o-emulsies) of olie-in-water-emulsies (o/w-emulsies). Water-in-olie-emulgatoren zijn bijvoorbeeld wolvetalcoholen, sorbitanesters, monoglyceriden en vetalcoholen. Olie-in-water-emulgatoren zijn bijvoorbeeld gesulfateerde vetalcoholen, polysorbaten, macrogolcetostearylethers of -esters van vetzuren met macrogolen. De zalfbasis bestaat verder uit dezelfde stoffen als de basis van hydrofobe zalven.

Voor het opbouwen van een zalf kunnen hydrofobe verdikkingsmiddelen worden gebruikt, zoals bijenwas, wolvet, carnaubawas of candelillawas. Door aanhangers van de natuurgeneeskunde worden zalven op basis van paraffine of vaseline vaak vermeden, omdat deze een te grove molecuulstructuur zouden hebben die de huid doet verstoppen. Zij maken gebruik van natuurlijke verdikkingsmiddelen, of gebruiken een (plantaardige) olie in plaats van een zalf, aangezien een zalf in wezen een verdikte olie is.